# Otto Barnewald
Otto Barnewald, född 10 januari 1896 i Leipzig, död 14 mars 1973 i Rheinhausen, var en tysk SS-Sturmbannführer och dömd krigsförbrytare. 

## Biografi
Barnewald inträdde 1929 i Sturmabteilung (SA) och Nationalsocialistiska tyska arbetarepartiet (NSDAP). Två år senare blev han medlem i Schutzstaffel (SS) och från 1934 tillhörde han SS-Verfügungstruppe. Från 1938 till 1940 var Barnewald förvaltningschef i Mauthausen och från 1940 till 1942 hade han motsvarande post i Neuengamme.
Från januari 1942 till den 11 april 1945 var Barnewald förvaltningschef i Buchenwald. Han hade i huvudsak till uppgift att anskaffa och distribuera livsmedel, kläder och förnödenheter i lägret. Han var därmed medansvarig för de undermåliga förhållandena som rådde i lägret.
I maj 1945 greps Barnewald av amerikanska trupper och internerades. År 1947 ställdes han tillsammans med 30 andra misstänkta krigsförbrytare inför rätta vid Buchenwaldrättegången. Det framkom att Barnewald hade piskat fångar samt närvarat vid avrättningar av krigsfångar. Utöver detta såg rätten mycket allvarligt på den usla fångförsörjningen i lägret och dömde den 14 augusti 1947 Barnewald till döden genom hängning. Året därpå omvandlades straffet till livstids fängelse. Barnewald frisläpptes från Landsbergfängelset den 28 juni 1954.